# Bernd Reichert
Bernd Reichert (* 24. September 1941 in Stuttgart) ist ein baden-württembergischer CDU-Politiker. Er war von 1982 bis 1990 Oberbürgermeister der Großen Kreisstadt Schramberg.

## Leben
Reichert studierte von 1962 bis 1967 Rechtswissenschaften in Freiburg. 1979 wurde er an der Deutschen Hochschule für Verwaltungswissenschaften Speyer mit einer Arbeit zum Thema „Das Spannungsverhältnis zwischen Bürgermeister und Gemeinderat“ zum Dr. rer. publ. promoviert. Nach Tätigkeiten als Rechtsassessor in den Kreisverwaltungen Kehl und Rastatt war er von 1973 bis 1982 erster Beigeordneter der Großen Kreisstadt Bühl.
Von 1980 bis 1982 war er Lehrbeauftragter an der Fachhochschule Kehl. Er ist Mitherausgeber der Reihe „Besonderes Verwaltungsrecht für Baden-Württemberg“. Seit 1990 ist er als Rechtsanwalt und Fachanwalt für Verwaltungsrecht in Bühl tätig.

### Politik
1982 wurde Reichert als Nachfolger von Roland Geitmann zum Oberbürgermeister von Schramberg gewählt. Seine Abwahl 1990 war begleitet von einem Zerwürfnis mit der Stadt Schramberg, das Reichert in seinen Memoiren Schramberger Gezeiten aufarbeitete. Sein Nachfolger wurde der damalige Schramberger SPD-Fraktionsvorsitzende Herbert Zinell. In Schramberg bot das Thema noch lange Zeit Stoff für die Lokalfasnet.
Von 1994 bis 2014 war Reichert Mitglied des Gemeinderats in Bühl (Baden).

## Veröffentlichungen (Auswahl)
- Kommunalrecht = Besonderes Verwaltungsrecht für Baden-Württemberg (gemeinsam mit Klaus-Ulrich Röber), Bühl 1977.
- Baurecht = Besonderes Verwaltungsrecht für Baden-Württemberg (gemeinsam mit Hansjochen Dürr), Baden-Baden 1978.
- Polizeirecht = Besonderes Verwaltungsrecht für Baden-Württemberg (gemeinsam mit Klaus Ulrich Röber), Baden-Baden 1978
- Das Spannungsverhältnis zwischen Bürgermeister und Gemeinderat, Speyer 1979.
- Schramberger Gezeiten. Erinnerungen eines Oberbürgermeisters an die Jahre 1982 bis 1990, Bühl 1994.